# The Da Vinci Code – Sakrileg (Computerspiel)
The Da Vinci Code – Sakrileg ist ein Computerspiel für die Plattformen PlayStation 2, Xbox und Microsoft Windows. Das Action-Adventure wurde von The Collective entwickelt und im Mai 2006 von der Firma 2K Games veröffentlicht. Es basiert auf Dan Browns Roman Sakrileg, der in der englischen Version The Da Vinci Code heißt. Trotz des gemeinsamen Namens mit der Verfilmung des Romans (The Da Vinci Code – Sakrileg) orientiert sich das Spiel am Roman. So haben zum Beispiel die Charaktere keine Ähnlichkeit mit ihren Pendants des Films. Es gibt aber auch Unterschiede zwischen dem Buch und dem Spiel: Zum Beispiel heißt die Sekte Opus Dei aus dem Buch im Spiel „Manus Dei“.

## Handlung
Das Ziel des Spiels ist es, den Heiligen Gral zu finden. Um dieses Ziel zu erreichen, muss der Spieler Hinweise sammeln, Rätsel lösen, erfolgreich Gegnern entkommen und diese besiegen.

## Spielprinzip und Technik
The Da Vinci Code – Sakrileg ist ein Third-Person-Action-Adventure. Die Geschichte basiert eher auf dem Buch als auf dem Film. Es gibt aber auch mehrere Gameplay-Elemente und Ereignisse, die in keinem der beiden vorkommen.

## Produktionsnotizen
Die Veröffentlichung in den USA erfolgte am 19. Mai 2006, in Europa drei Tage später. Die Musik für das Spiel wurde von Winifred Phillips komponiert. Der musikalische Stil des Spiels ist eine Mischung aus zeitgenössischen und klassischen Instrumenten und Techniken, die von Dan Browns Roman inspiriert wurden. Die Musik des Spiels hat positive Kritiken erhalten.

## Rezeption
The Da Vinci Code erhielt eher negative Bewertungen. Die Rezensionsdatenbank Metacritic aggregiert 24 Rezensionen zu einem Mittelwert von 53. Das Spiel wurde generell wegen der mangelhaften Umsetzung und Bugs schlecht bewertet. BBC News kritisierte die frustrierende Filmeinbindung, mit endlosen Zwischenfilmen und lückenhaften Spielverlauf. Die überwiegende Zeit des Spiels wird auf zielloses Umherirren in Kirchen, Galerien und Herrenhäuser verwendet, in der Hoffnung, auf ein Objekt von Interesse zu stoßen. GameSpy nannte es einen faden und langweiligen Versuch, von einem erfolgreichen Namen zu profitieren. IGN bewertete das Spiel mit 4,8 von 10 Punkten. Es erfasse nur einen Bruchteil der Intrigen aus dem Bestseller-Roman. In der englischen Version wurden die Sprecher als völlig flach und desinteressiert kritisiert, dagegen seien die deutschen Synchronsprecher ein Plus für das Spiel. Auch die Kampfphasen seien gewöhnungsbedürftig. GameSpot lobte die Musik des Spiels, dass es den Entwicklern gut gelungen sei, die Atmosphäre des Buches gut einzufangen, und die schwierigen, aber nie unlösbaren Rätsel wurden dem Spiel positiv angerechnet.